# Andamanezen

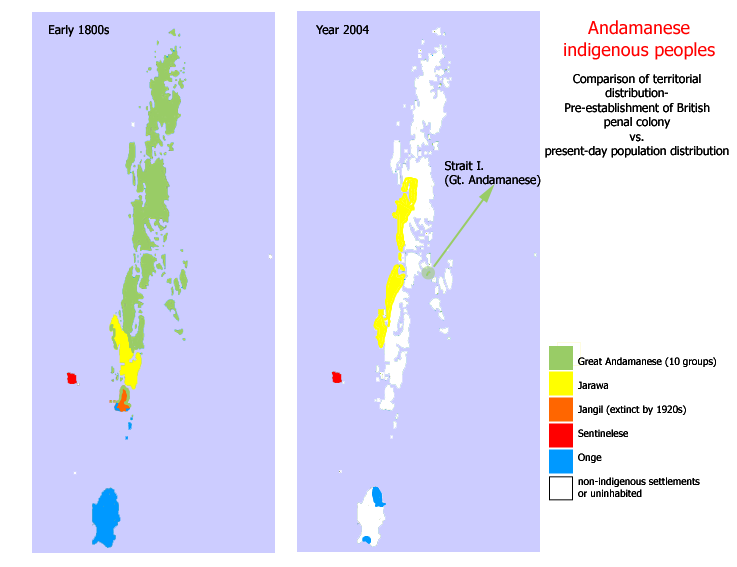
Verspreiding van de verschillende bevolkingsgroepen

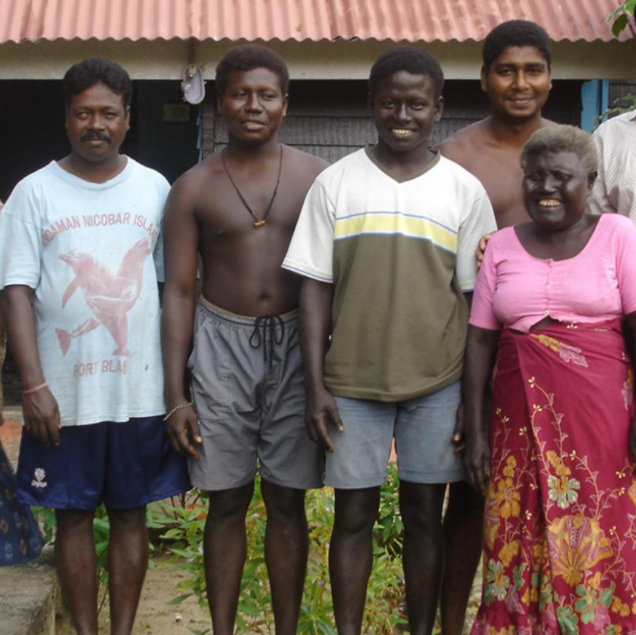
Andamaneze familie in 2006

De Andamanezen zijn een groep volken die leven op de Andamanen, een Indiase eilandengroep gelegen tussen het Indisch schiereiland en Maleisië. De Andamanezen zijn waarschijnlijk een negrito-relictbevolking die na de grote migratie van de vroege moderne mens uit Afrika daar vrij intact bleef.
De groep bestaat uit de Groot-Andamanezen, de Jarawa, de Onge en de Sentinelezen.
Een eeuw geleden leefden de inheemse Andamanezen voornamelijk van de jacht, de visserij, het verzamelen en wat landbouw. Deze vormen nog steeds de voornaamste bestaansmiddelen van de Jarawa, Onge en Sentinelese volken in het zuidelijk deel van de archipel.
De oorspronkelijke Andamanezen zijn klein gebouwd, donkerhuidig en hebben kort gekruld haar. Fysiek lijken ze op de Semang van het Maleisische schiereiland en op de Agta (Aeta) van de Filipijnen. 
De Andamanezen, Semang en Aeta zijn waarschijnlijk afstammelingen van een volk dat in Zuidoost-Azië verder verspreid was voor ze vervangen of geassimileerd werden door de voorouders van de huidige Austronesische sprekers.